# Hermann von Campenhausen

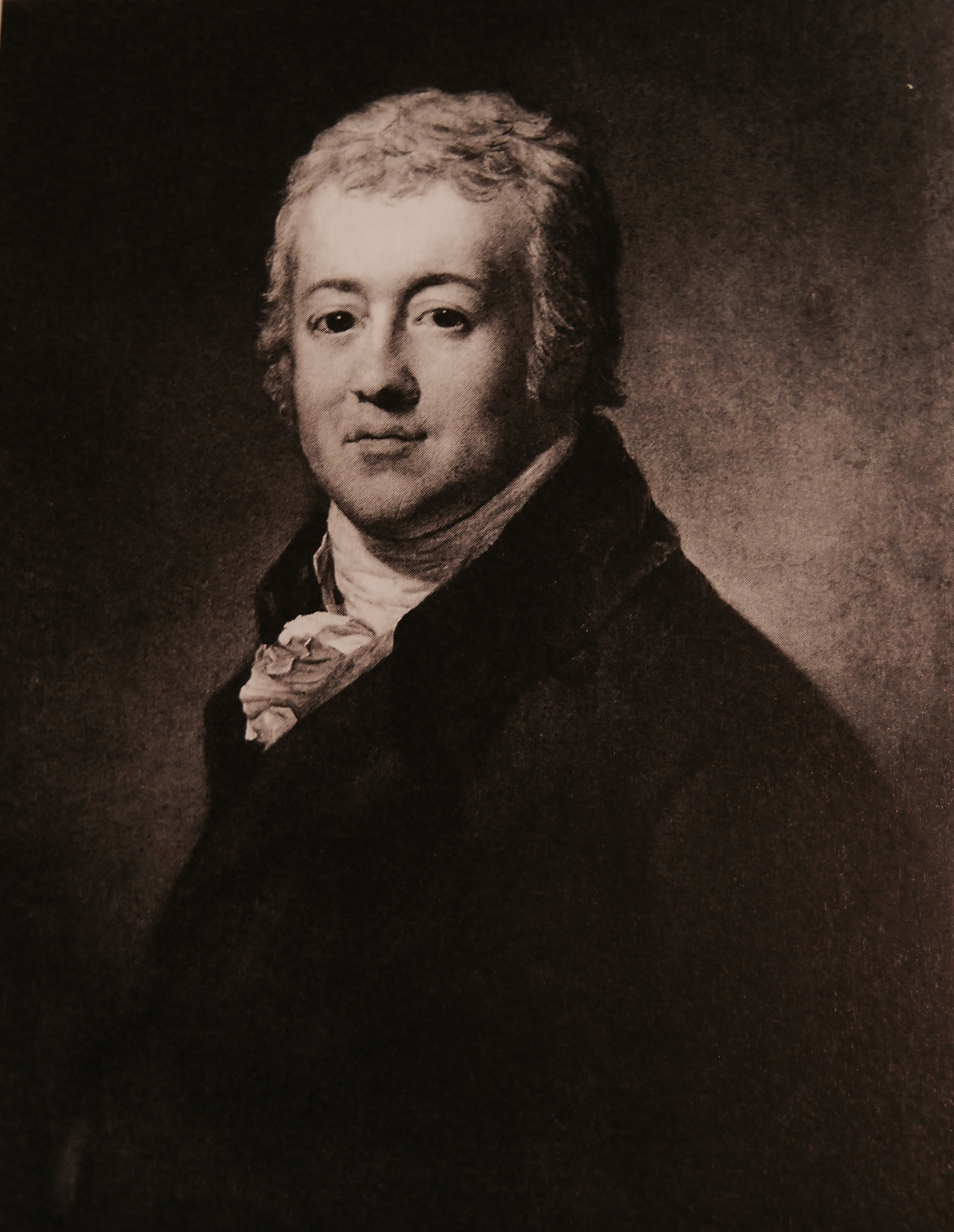
Freiherr Hermann Johann von Campenhausen, Anton Graff, 1803 – 1804

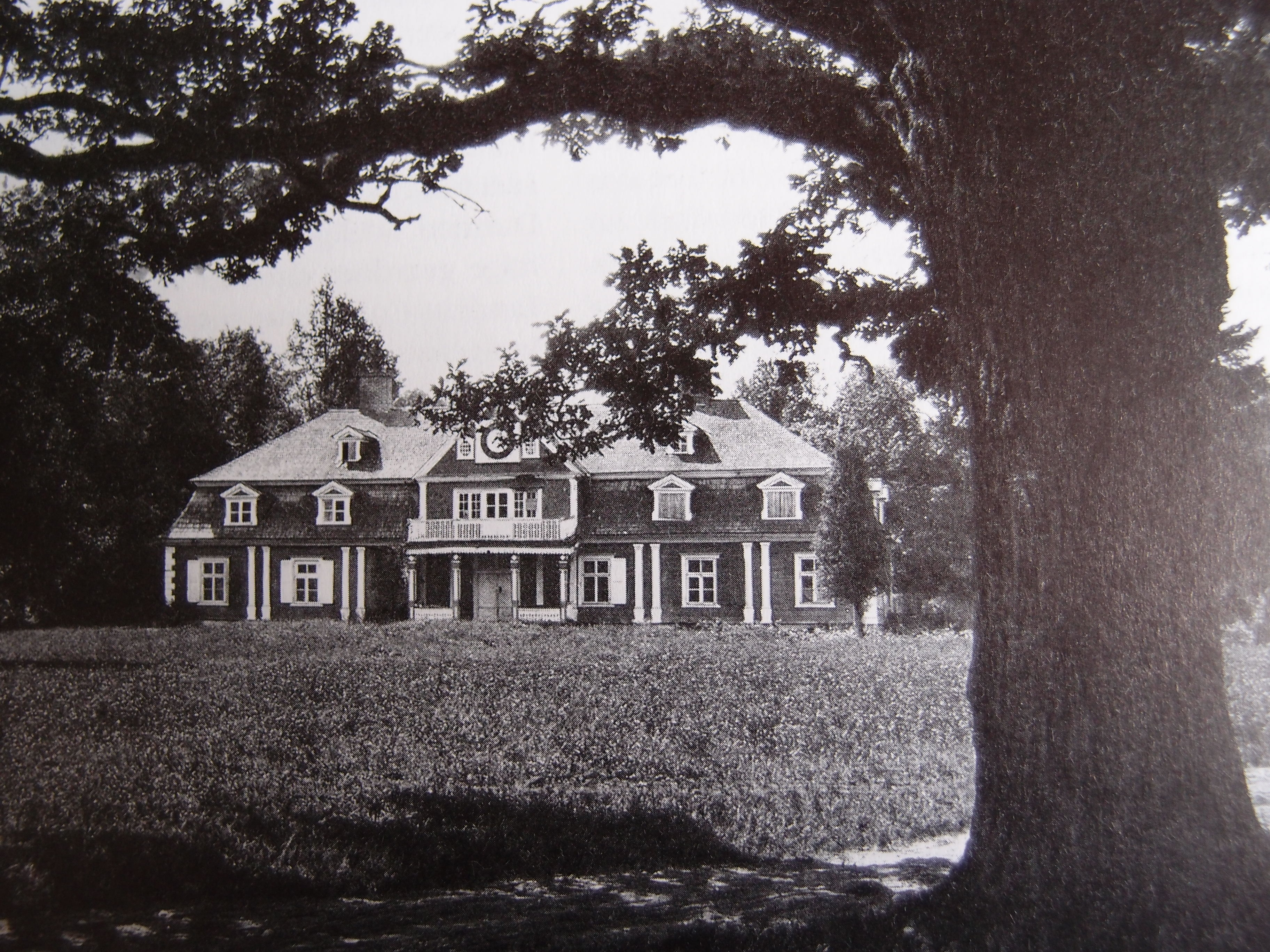
Gut Orellen, Stammsitz derer von Campenhausen in Livland

Hermann Johann Freiherr von Campenhausen (russisch Герман фон Кампенгаузен; * 28. Apriljul. / 9. Mai 1773greg. in Lenzenhof; † 15. Septemberjul. / 27. September 1836greg. in Orellen) war ein livländischer Landespolitiker.

## Leben

### Familie
Hermann war Angehöriger des baltischen Adelsgeschlechts von Campenhausen. Seine Eltern waren der russische Zivilgouverneur in Livland
Balthasar Freiherr von Campenhausen (1745–1800) und Sophie Eleonore, geb. Woldeck von Arneburg (1744–1791). Die russische Hofdame Sophie von Campenhausen (1776–1835) und der ebenfalls russische Staatsmann Balthasar von Campenhausen (1772–1823) waren Geschwister von ihm.
Im Jahr 1807 vermählte er sich mit Gräfin Dorothea von Keyserlingk (1779–1847).

### Werdegang
Hermann erfuhr seine Erziehung und Schulbildung von 1779 bis 1792 in den Herrnhuter Anstalten in Niesky und Barby. Anschließend studierte er bis 1795 Jura, Philosophie und Mathematik an der Universität Halle.
Nach Abschluss einer Ausbildung trat er in sachsen-gothasche Dienste, stand zunächst bei der Leibgarde zu Pferde, war seit 1798 Legationsrat sowie von 1800 bis 1803 Komitialgesandter in Regensburg und schließlich 1802 Kammerherr und Major.
Seit 1803 hielt sich Campenhausen wieder dauerhaft in Livland auf, wo er seit 1801 im Besitz der Güter Orellen, Kudum, Lenzenhof und Dubinsky war. Im Jahr 1804 war er ritterschaftlicher Kassa-Revisor und von 1805 bis 1824 Kreisdeputierter des Rigischen Kreises. Er wurde 1811 Präsident des Wolmarschen Schutzblatternkomitees und 1815 Präsident der Seelenrevisionskommission in Wenden. Weiterhin war er 1815 Assistent des Konsistoriums, 1824 bis 1836 livländischer Landrat und Oberkirchenvorsteher und 1825 bis 1829 Hofgerichtsassessor. Er war Mitglied der Kommission zur Ausarbeitung des Kirchengesetzes für die Evangelisch-Lutherischen Kirche im Russischen Reich in St. Petersburg. Campenhausen wurde 1833 vom Landtag zum Präsident des Livländischen Konsistoriums gewählt, seine Wahl wurde aber nicht bestätigt. Als Präsident stand er der Gesellschaft für Geschichte und Altertumskunde der Ostseeprovinzen Russlands in den Jahren 1834–1836 vor und war seit dem Jahr 1835 auch Direktor der Rigischen Sektion der Evangelischen Bibel-Gesellschaft in Russland.
Campenhausen pflegte zeitlebens enge Verbindungen zur Brüdergemeinde und war ein Förderer des ländlichen Volksschulwesen.